# 貸元
貸元（かしもと）とは、紙芝居師に紙芝居を貸す元締、もしくは丁半賭博場の経営者。送り仮名を入れた「貸し元」とも書く。
商売道具を貸したり、賭博場で負けた客に金を貸す元だから貸元と呼ばれる。この貸し付ける現金を「廻銭（かいせん）／駒（こま）」と呼ぶ。カラス金（一日1割）、トゴ（十日5割）、ヒサン（一日3割）などと呼ばれる違法な高利がほとんどである。
廻銭が不足することは貸元にとって大きな恥とされる。
暴力団の世界では縄張りの責任者という意味もある。必ずしも一家の長というわけではないが、博徒の世界では組長を指すことが多い。
貸元が常に賭場にいるとは限らず、実質的な責任者はその配下の代貸（だいがし）である、その下には、上着を預かったり、お茶を出したり、灰皿を交換するなどの雑務に従事する出方（でかた）衆の本出方、助出方が、さらにその下には、履物を管理する下足番や人の出入りを監視する張番（はりばん）をする三下（さんした）衆が控える。見張ることを「敷展（しきてん）を切る」（「座敷を展望する」の略）と言ったりもする。